# سیارک ۷۶۳
سیارک ۷۶۳ (به انگلیسی: 763 Cupido، نامگذاری:1913ST) هفتصد و شصت و سومین سیارک کشف شده‌است که در ۲۵ سپتامبر ۱۹۱۳ و در هایدلبرگ کشف شد.
قدر مطلق سیارک برابر ۱۲٫۵۰ است.